# Joseph Abileah
Joseph Abileah (hebräisch יוסף אבילאה‎, * 25. April 1915 in Mödling, Niederösterreich, gest. 29. Januar 1994 in Freudenstadt; ursprünglicher Name Wilhelm Niswiszki) war ein israelischer Musiker (Violinist) und Friedensaktivist. Abileah, ein bekennender Pazifist, war im August 1948 der erste verurteilte Kriegsdienstverweigerer in Israel.

## Herkunft
Abileahs Eltern, die aus einer alten russisch-polnisch-jüdischen Musikerfamilie stammten, wanderten in den 1920er Jahren ins britisch regierte Palästina ein und ließen sich in Haifa nieder, wo sie ein Musikgeschäft aufbauten. Der Bruder von Abileahs Vater Ephraim war Arie Abileah (1885–1985), einer der bekanntesten Pioniere der klassischen Musik in Israel vor der Staatsgründung. Als Arie Niezwicski hatte er in St. Petersburg die Society for Jewish Folk Music gegründet. Sowohl Ephraim als auch Arie änderten ihren Familiennamen von Niswiszki auf Abileah. Ein weiterer Bruder Baruch wanderte in die USA aus, wo er seinen Namen in Barnett Russotto änderte, und ein recht bekannter Vertreter der jüdischen Volksmusik wurde.

## Aktivist
Abileah war Mitglied der American Society of Friends (Quäker) und gründete und leitete die israelische Sektion von War Resisters’ International, dem Dachverband der Organisationen, die Kriegsdienstverweigerung unterstützen.
Abileah propagierte zeitlebens, ähnlich wie der Gründer der Hebräischen Universität Judah Magnes, Albert Einstein und Hannah Arendt, eine jüdisch-arabische Konföderation in Palästina. Am 27. Juni 1947 legte er konkrete Konföderationspläne vor einer UN-Kommission vor.
Am 30. August 1948 wurde Abileah in Haifa wegen Kriegsdienstverweigerung verurteilt, damals zu einer relativ milden Geldstrafe. Trotzdem erreichte er mit dieser spektakulären Aktion einen damals sehr hohen Bekanntheitsgrad in Israel. Die meisten Israelis hielten ihn für einen „Spinner“, es gab aber relativ wenig Hass oder Anfeindungen gegen ihn. Größere Bewegungen zur Kriegsdienstverweigerung, die in Israel im Gegensatz zu 1948 heute hart bestraft wird und strafrechtlich als Desertion oder Befehlsverweigerung gilt, sind in Israel erst nach 1967 entstanden, als immer mehr israelische Soldaten den Kriegsdienst in den besetzten Gebieten ablehnten (Shministim), und vor allem während des Libanonkrieges 1982–1985, als sogar zahlreiche Offiziere den Kriegsdienst im Libanon verweigerten (Yesh Gvul) und diese Aktion sogar von einem ehemaligen stellvertretenden Generalstabschef, Matti Peled, unterstützt wurde. Diese Bewegungen sind aber meist nicht fundamentalpazifistisch, wie das bei Abileah der Fall war, sondern bejahen grundsätzlich die Notwendigkeit der Landesverteidigung für Israel.
Im Mai 1971 gründete Abileah mit zahlreichen Freunden, u. a. dem Violinisten Yehudi Menuhin, die Society for a Middle East Confederation, die sich für einen politischen Zusammenschluss Israels mit seinen arabischen Nachbarn einsetzt.
1994 starb Abileah während eines Kuraufenthalts in Freudenstadt.